# Ruby (South Carolina)
Ruby is een plaats (town) in de Amerikaanse staat South Carolina, en valt bestuurlijk gezien onder Chesterfield County.

## Demografie
Bij de volkstelling in 2000 werd het aantal inwoners vastgesteld op 348.
In 2006 is het aantal inwoners door het United States Census Bureau geschat op 344, een daling van 4 (-1.1%).

## Geografie
Volgens het United States Census Bureau beslaat de plaats een oppervlakte van
8,1 km², waarvan 8,0 km² land en 0,1 km² water. Ruby ligt op ongeveer 115 m boven zeeniveau.

## Plaatsen in de nabije omgeving
De onderstaande figuur toont nabijgelegen plaatsen in een straal van 24 km rond Ruby.